# جورج مارتین مریک
جورج مارتین مریک (انگلیسی: George M. Merrick؛ ۲ فوریه ۱۸۸۳ – ۱۶ دسامبر ۱۹۶۴) فیلم‌نامه‌نویس اهل ایالات متحده آمریکا بود.
از فیلم‌های متعدد او می‌توان به انتقام تارزان اشاره نمود.